# Понте Мањо (Анкона)
Понте Мањо (итал. Ponte Magno) насеље је у Италији у округу Анкона, региону Марке.
Према процени из 2011. у насељу је живело 19 становника. Насеље се налази на надморској висини од 106 м.